# I liga urugwajska w piłce nożnej (1981)
- Mistrz Urugwaju 1981: CA Peñarol
- Wicemistrz Urugwaju 1981: Club Nacional de Football
- Copa Libertadores 1982: CA Peñarol, Defensor Sporting
- Spadek do drugiej ligi: Fénix Montevideo
- Awans z drugiej ligi: nikt nie awansował

Mistrzostwa Urugwaju w roku 1981 były mistrzostwami rozgrywanymi według systemu, w którym wszystkie kluby rozgrywały ze sobą mecze każdy z każdym u siebie i na wyjeździe, a o tytule mistrza i dalszej kolejności decydowała końcowa tabela. Miejsce w końcowej tabeli mistrzostw nie decydowało o prawie gry w międzynarodowych pucharach – o tym zadecydował oddzielny turniej zwany Liguilla Pre-Libertadores, rozegrany na koniec sezonu. Najlepszy klub w tym turnieju uzyskał prawo gry w Copa Libertadores 1982, a drugi miał stoczyć pojedynek barażowy z mistrzem Urugwaju. Z ligi spadł jeden klub, a ponieważ nikt nie awansował, liga zmniejszona została z 15 do 14 klubów.

## Primera División

### Końcowa tabela sezonu 1981
| Poz | Klub                      | Mecze | Zw | Rem | Por | Pkt | BrZd | BrStr |
| --- | ------------------------- | ----- | -- | --- | --- | --- | ---- | ----- |
| 1   | CA Peñarol                | 28    | 19 | 6   | 3   | 44  | 63   | 25    |
| 2   | Club Nacional de Football | 28    | 17 | 7   | 4   | 41  | 61   | 35    |
| 3   | Montevideo Wanderers      | 28    | 11 | 13  | 4   | 35  | 37   | 27    |
| 4   | CA Bella Vista            | 28    | 10 | 12  | 6   | 32  | 39   | 30    |
| 5   | River Plate Montevideo    | 28    | 9  | 13  | 6   | 31  | 38   | 34    |
| 6   | Defensor Sporting         | 28    | 11 | 8   | 9   | 30  | 41   | 37    |
| 7   | Miramar Miramar Misiones  | 28    | 9  | 12  | 7   | 30  | 36   | 33    |
| 8   | Huracán Buceo Montevideo  | 28    | 7  | 14  | 7   | 28  | 32   | 33    |
| 9   | CA Cerro                  | 28    | 7  | 11  | 10  | 25  | 37   | 38    |
| 10  | Rampla Juniors            | 28    | 6  | 11  | 11  | 23  | 23   | 40    |
| 11  | Liverpool Montevideo      | 28    | 7  | 9   | 12  | 23  | 22   | 43    |
| 12  | Danubio FC                | 28    | 6  | 9   | 13  | 21  | 38   | 39    |
| 13  | Progreso Montevideo       | 28    | 5  | 11  | 12  | 21  | 31   | 51    |
| 14  | Sud América Montevideo    | 28    | 5  | 10  | 13  | 20  | 28   | 39    |
| 15  | Fénix Montevideo          | 28    | 4  | 8   | 16  | 16  | 29   | 51    |

Wobec równej liczby punktów rozegrano baraż o szóste miejsce dające prawo gry w Liguilla Pre-Libertadores.
| Mecz                                       |
| ------------------------------------------ |
| Defensor Sporting – Miramar Montevideo 2:1 |

Do Liguilla Pre-Libertadores zakwalifikował się klub Defensor Sporting.

### Klasyfikacja strzelców bramek
| Gole | Piłkarz   | Klub       |
| ---- | --------- | ---------- |
| 17   | Rubén Paz | CA Peñarol |